# Thesea immersa
Thesea immersa is een zachte koraalsoort uit de familie Plexauridae. De koraalsoort komt uit het geslacht Thesea. Thesea immersa werd in 1910 voor het eerst wetenschappelijk beschreven door Nutting. 